# Wenzelsplatz

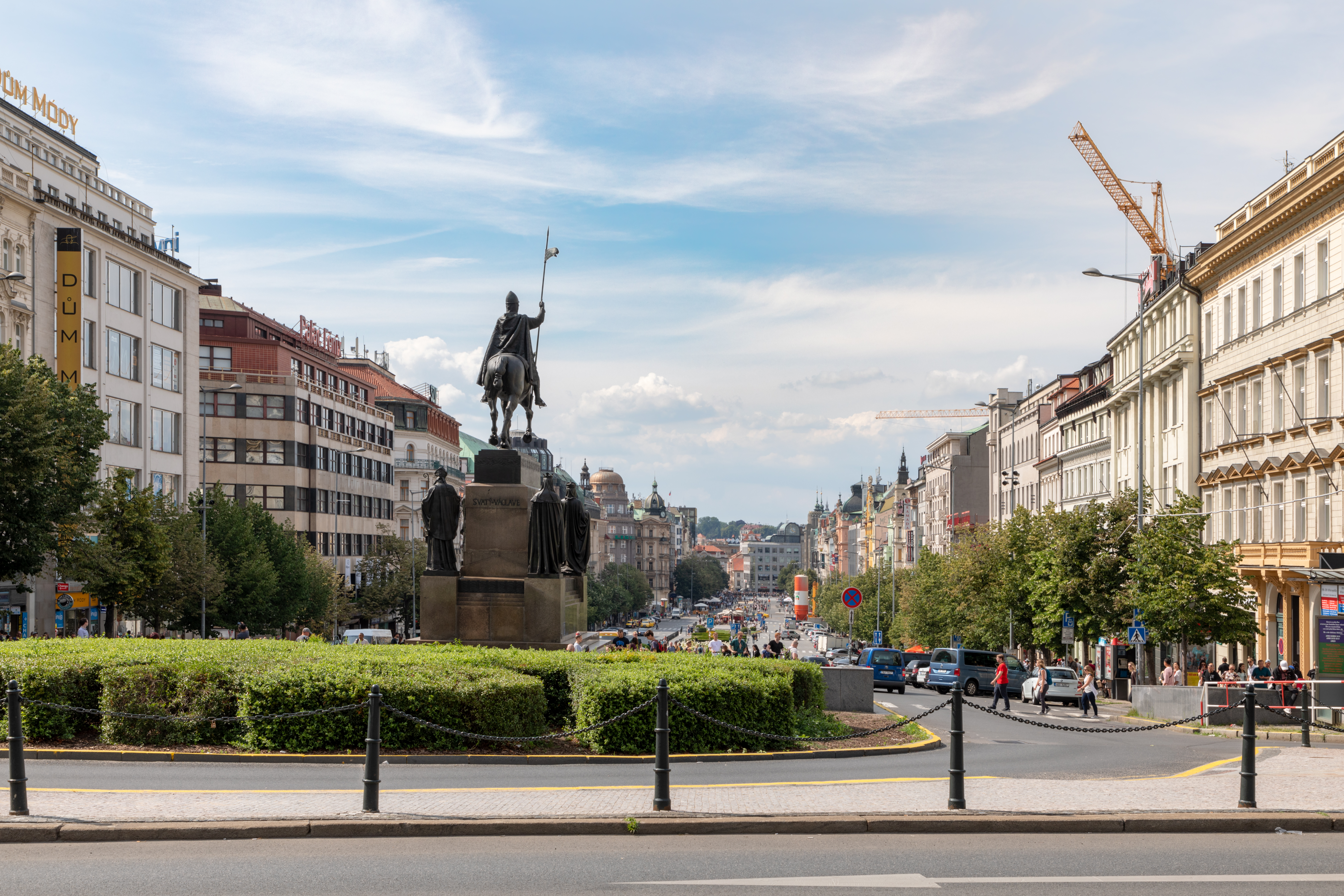
Blick vom Nationalmuseum mit Wenzelsdenkmal

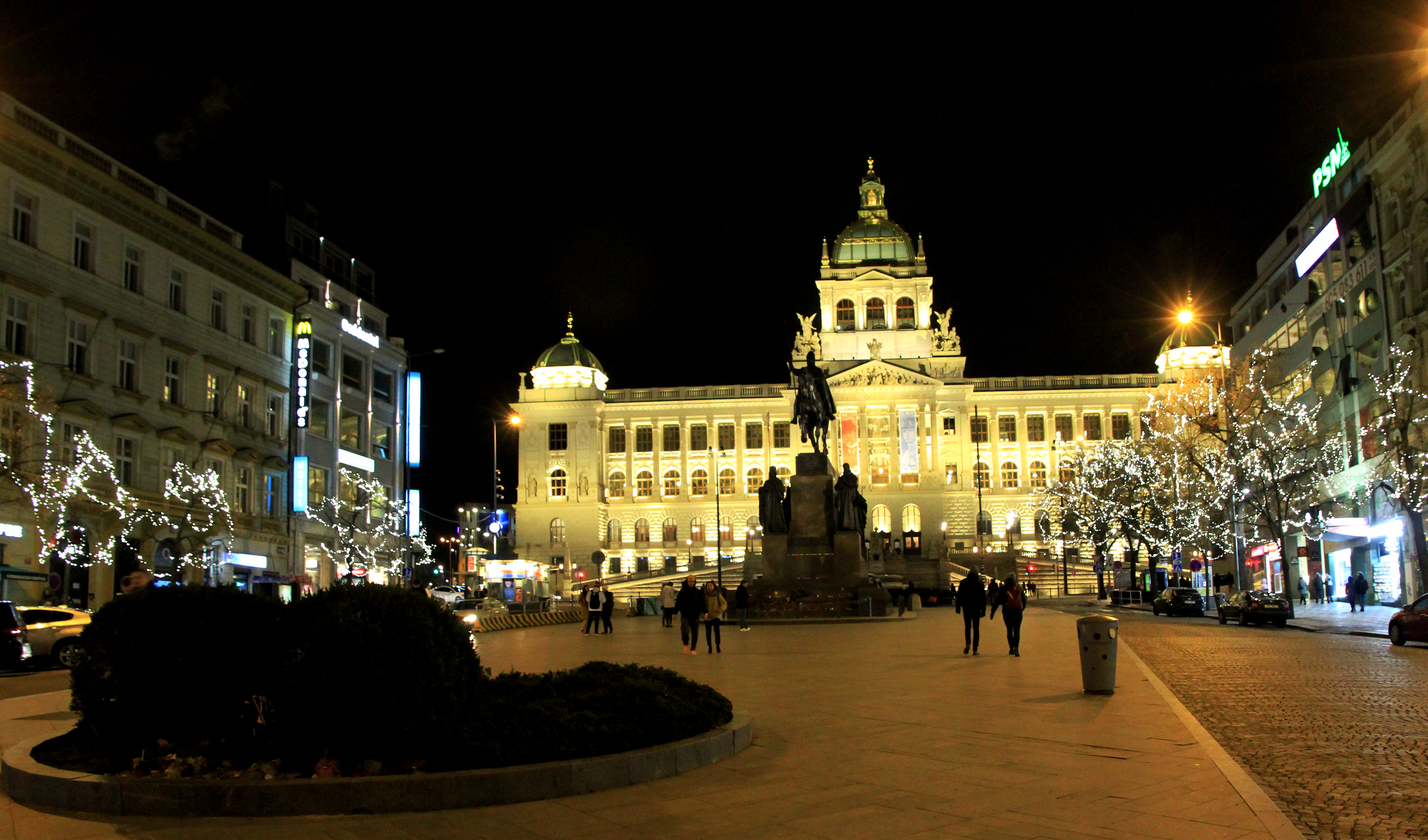
Wenzelsplatz und Nationalmuseum bei Nacht

Der Wenzelsplatz (tschechisch Václavské náměstí, ugs. Václavákⓘ) in der Mitte von Prag wurde 1848 nach dem Heiligen Wenzel von Böhmen benannt, nachdem er im Mittelalter und der Neuzeit als Rossmarkt (Koňský trh) den Mittelpunkt der Prager Neustadt bildete. Die Breite von etwa 60 m entspricht der Definition nach eher einer Prachtstraße als einem Platz. Mit circa 750 m Länge gehört er aber zu den größten städtischen Plätzen in Europa.

## Geschichte

### Die Entstehung des Platzes im Mittelalter
Mit der Gründung der Prager Neustadt 1348 unter König Karl IV. wurde entlang eines bestehenden Weges genau rechtwinklig zum Markt der Gallusstadt als eigenständiger Teil der Prager Altstadt ein neuer Markt angelegt, auf dem Pferdehandel betrieben wurde und der deshalb Rossmarkt genannt wurde. Der eigentliche Rossmarkt war zunächst durch das St.-Gallus-Tor am Brückl (Na Můstku) mit der Erweiterung verbunden. Das vermauerte Gallus-Tor wurde bei archäologischen Untersuchungen im Hintertrakt des Hauses des Altstädter Ortsvorstehers (Staroměstska rychta) in der Rytířská ul. Nr. 12 /CN 404 entdeckt. Es blieb als einziges der dreizehn Tore der Altstadt erhalten. Reste der vor dem Tor liegenden kleinen steinernen Brücke über den Stadtgraben wurden beim Bau der Metrostation Můstek ausgegraben und im Eingangsbereich sichtbar gemacht.
Das St. Gallus-Tor wurde bei der Anlage der Neustadt oder wenig später geschlossen und durch einen neuen, breiteren Mauerdurchbruch ersetzt, der in der Achse des Rossmarktes lag. Mit rund 680 Metern Länge – durch Verfüllung der Grabenanlage am unteren Ende sind es heute fast 750 m – und 60 m Breite erstreckte sich der Markt in Nordwest-Südost-Richtung vom Tor der Altstadt bis zum Tor der Neustadt, dem Rosstor (Koňská brána) oder St.-Prokops-Tor. Neben dem Tor wurde auch ein kleiner Bach auf den Markt geführt, dessen Wasser für Pferdetränken und mindestens eine Pferdeschwemme benötigt wurde. Die außerordentliche Länge des Marktes steht in Verbindung mit seiner Funktion, denn sie ermöglichte, dass während des wöchentlich stattfindenden Pferdemarktes die Tiere in jeder Gangart vorgeführt werden konnten. Später wurden im oberen Teil des Marktes Korn und im unteren Tuche und Waffen gehandelt.
Im unteren Teil befand sich zuvor das Karmelitenkloster (Klášter Panny Marie Sněžné) mit der Kirche St. Maria Schnee, dessen Grundstein Karl IV. selbst im September 1347 zum Gedenken an seine Krönung zum König von Böhmen gelegt hatte.
Von dem Platz geht fast genau im rechten Winkel in beide Teile je eine rund 23 m breite Straße ab, die ihn mit den beiden anderen Märkten der Neustadt verbindet. In die untere Neustadt führt die Heinrichsgasse (Jindřišská ulice), in die obere die Wassergasse (Vodičkova ulice). Dadurch ergibt sich die Form eines Kreuzes mit dem Rossmarkt als Längsbalken und den beiden Straßen als Armen. Am Ende der beiden Straßen wurde mit dem Neustädter Rathaus und der Heinrichskirche in ungefähr gleicher Entfernung zum Rossmarkt je eine städtebauliche Dominante angelegt. Bei offiziellen Feierlichkeiten mussten die Ratsherren der Neustadt durch diese Straßen schreiten, um am Gottesdienst in der Hauptpfarrkirche teilnehmen zu können. Durch den Anbau des Turmes am Neustädter Rathaus in den Jahren 1452–1456 und der Errichtung des freistehenden Glockenturms der Heinrichskirche 1472–76 wurde diese Kreuzgestalt noch stärker betont.

### Der Wenzelsplatz vom 17. bis zum Ende des 19. Jahrhunderts

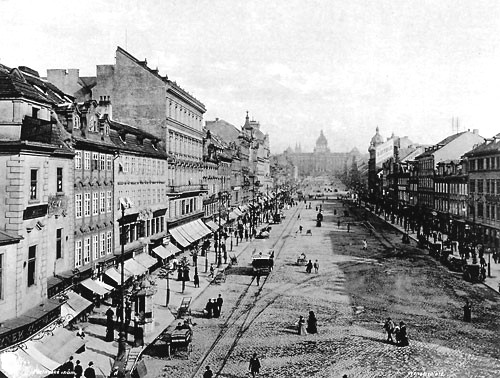
Wenzelsplatz im 19. Jahrhundert

Der Rossmarkt teilte die neu entstehende Stadt in die untere, nördlich in der Ebene gelegene, und die obere Neustadt, die vor allem auf Hügelland errichtet wurde. Im 17. und 18. Jahrhundert erfolgten erste bauliche Erweiterungen, eine steinerne Statue zu Ehren des Namenspatron des Platzes, angefertigt vom Bildhauer Johann Georg Bendl (1610–1680) wurde in der Platzmitte aufgestellt. Dieses erste Wenzelsdenkmal erhielt vermutlich im Jahre 1879 einen neuen Standort auf der Burg Vyšehrad.
Die links und rechts des Rossmarktes gelegenen Viertel gleichen sich durch ihre weitgehend rechtwinklige, auf den Markt ausgerichtete Anlage bis heute. Während aber die nördlichen Straßenzüge genau senkrecht beziehungsweise parallel zum Markt angelegt werden konnten, weichen die an der südlichen Seite etwas von diesem Schema ab, um den Anschluss an die um 45° gedrehte Straßenführung der oberen Neustadt zu erhalten.
Im 19. Jahrhundert erfuhr der Markt durch den Abriss der beiden Stadtmauern und durch die Verfüllung der Gräben an seinem oberen und unteren Ende eine wesentliche Veränderung und wurde durch das Pflanzen von Linden zu dem heutigen Boulevard umgestaltet. Anstelle des 1875 abgerissenen St.-Prokops-Tors ließ die Stadtverwaltung von 1885 bis 1890 das Nationalmuseum im Neorenaissancestil für das bereits 1818 gegründete Nationalmuseum errichten, das den oberen baulichen Abschluss des Platzes bildet.

### Städtischer Ausbau ab dem 20. Jahrhundert

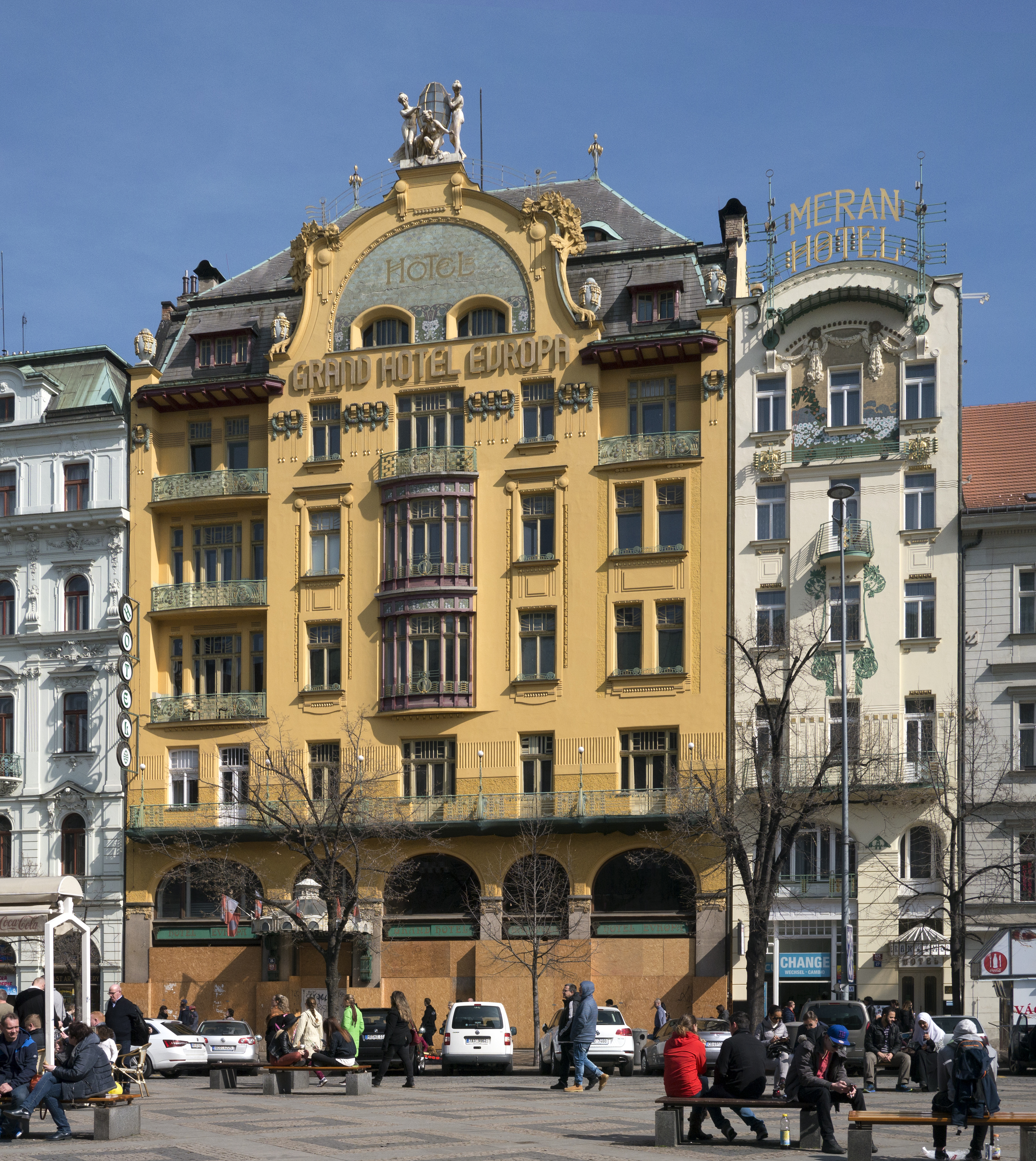
Das Hotel Europa am Wenzelsplatz

Zwischen etwa 1890 und 1930 erhielt der Platz im Wesentlichen seine heutige Bebauung. Zahlreiche Bürgerpaläste wie der Palac Koruna (Nummer 1), das Haus Diamant (Nummer 3), das Lindt-Haus (Nummer 4), das Hotel Ambassador (Nummer 5), das Schuhwarenhaus (Nummer 6), das Haus zur goldenen Gans (Nummer 7), das Peterka-Haus (Nummer 12), Hotel Tatran (Nummer 22), Hotel Sroubek (heute Hotel Europa) (Nummer 25), Hotel Adria (Nummer 26), die Böhmische Bank (Nummer 32), das Wiehl-Haus (Nummer 34), das Melantrich-Haus (Nummer 36), der Palac Letka (Nummer 41), Haus der Böhmischen Sparkasse (Nummer 42) oder der Palac Fénix (Nummer 56) entstanden in dieser Zeit. Zwischen den Geschäftsbauten wurden in geschlossener Straßenfront abwechslungsreich gestaltete Wohnhäuser eingefügt. – Als Nahverkehrsmittel des 20. Jahrhunderts erhielt der Platz zahlreiche Straßenbahnlinien.
Auch nach dem Zweiten Weltkrieg wurden weitere Bauwerke errichtet wie das Haus der Mode (Nummer 58), das Hotel Jalta (Nummer 45), ein Lebensmittel-Kaufhaus (Nummer 59) oder das Kaufhaus Freundschaft (Nummer 21). Ab 1990 erhielten häufig die früheren Eigentümer ihre Gebäude zurück und nutzen sie nun nach aufwändiger Sanierung selbst oder haben sie vermietet.

### Tschechoslowakische Unabhängigkeitserklärung
Am 28. Oktober 1918 erfolgte auf dem Wenzelsplatz die Ausrufung der Unabhängigkeit der Tschechoslowakei. Als Folge der Erklärung wurde die Tschechoslowakei gegründet, das Königreich Böhmen am 31. Oktober 1918 offiziell aufgelöst und in den neuen Staat mit seiner provisorischen Regierung eingegliedert.

### Der 16. Januar 1969

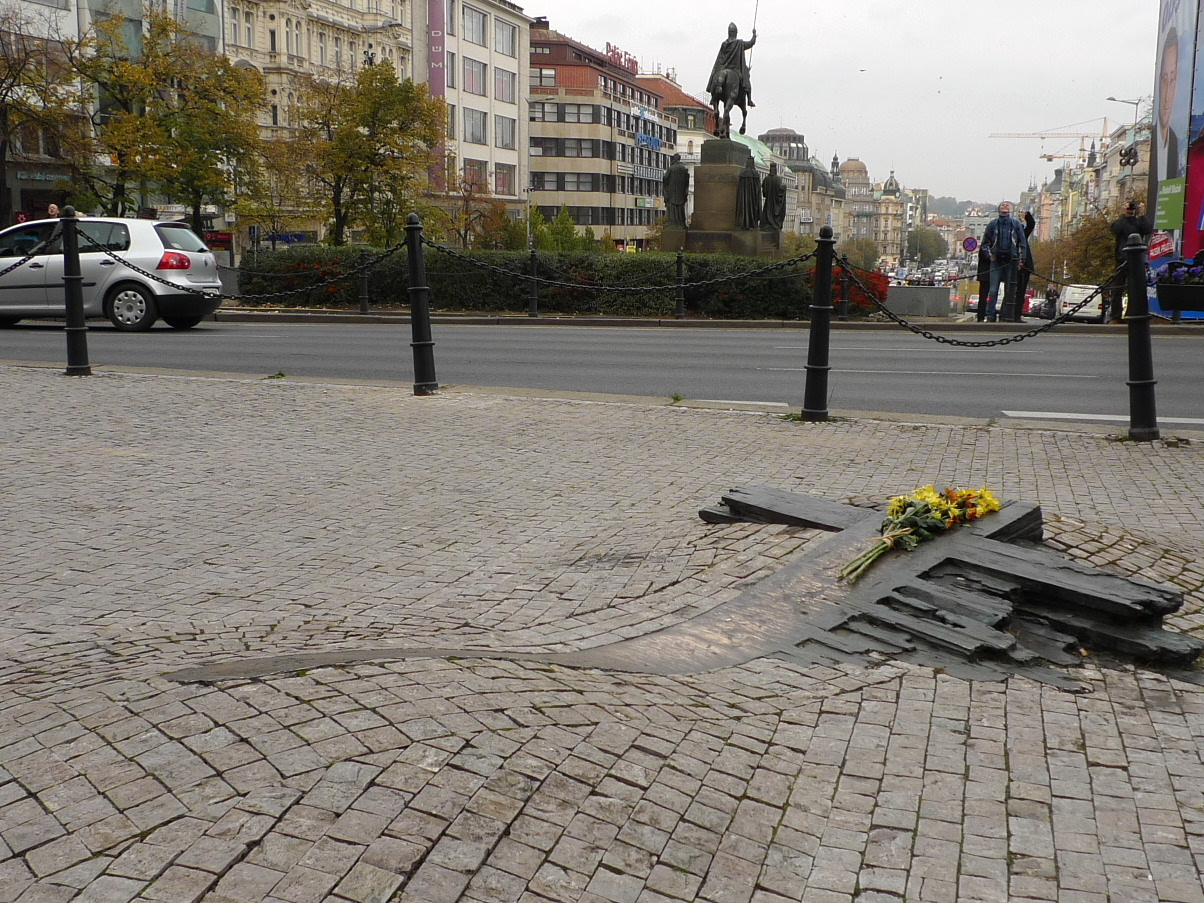
Mahnmal für Jan Palach und Jan Zajíc

Am 16. Januar 1969 verbrannte sich der tschechoslowakische Student Jan Palach selbst und lief in Flammen stehend vom Nationalmuseum auf den Wenzelsplatz. Er protestierte damit gegen den Einmarsch der Truppen des Warschauer Pakts in die Tschechoslowakei im Jahre 1968 und der daraus resultierenden Niederschlagung des Prager Frühlings. Heute erinnert ein Denkmal an der Stelle unterhalb der Wenzel-Statue an Palach. Die eigentliche Stelle des Geschehens befindet sich auf der Fahrbahn, daher ist das Denkmal um einige Meter versetzt. – Im folgenden Monat wiederholte Jan Zajíc diesen öffentlichen Protest an der gleichen Stelle.

### Die Samtene Revolution auf dem Wenzelsplatz

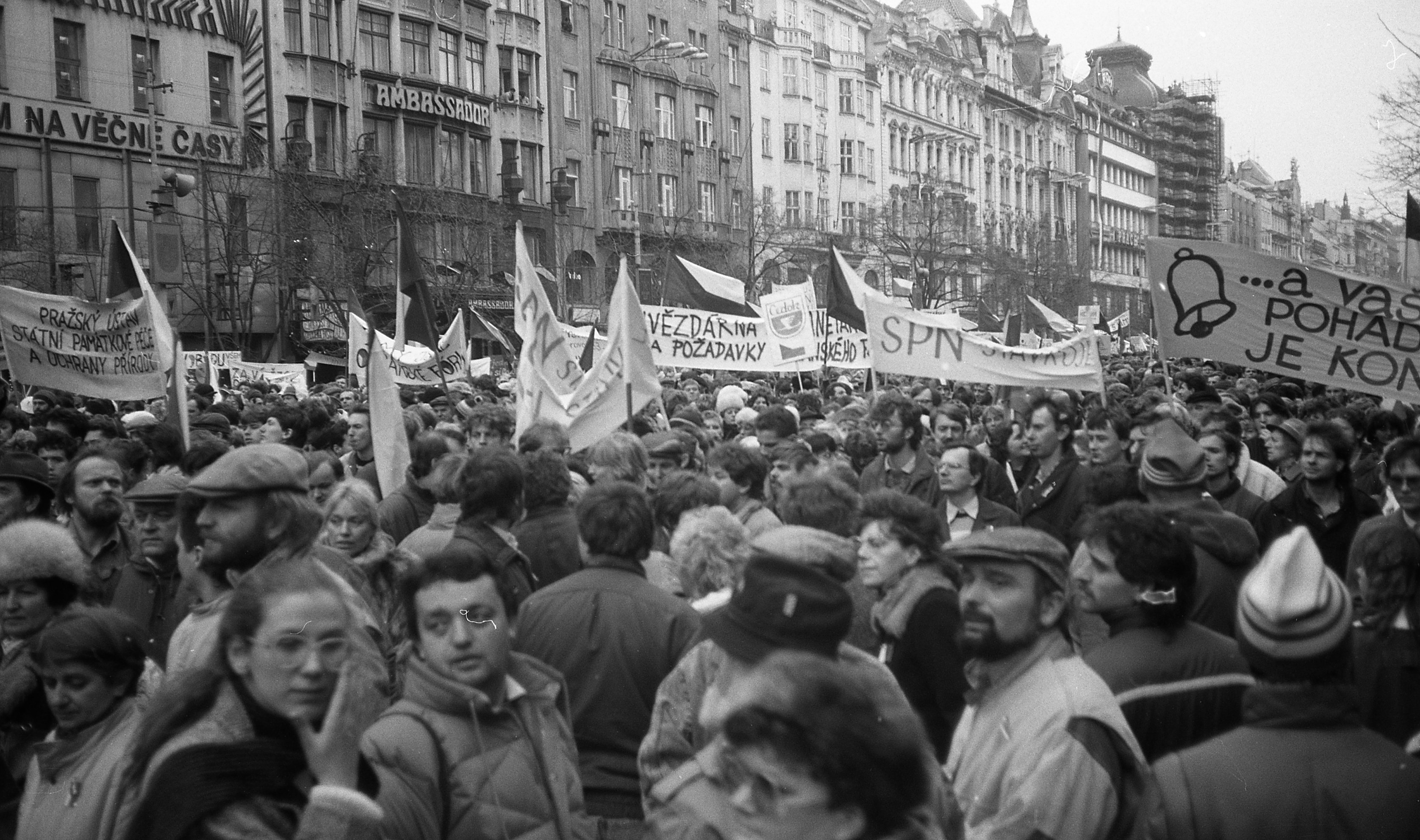
Samtene Revolution 1989

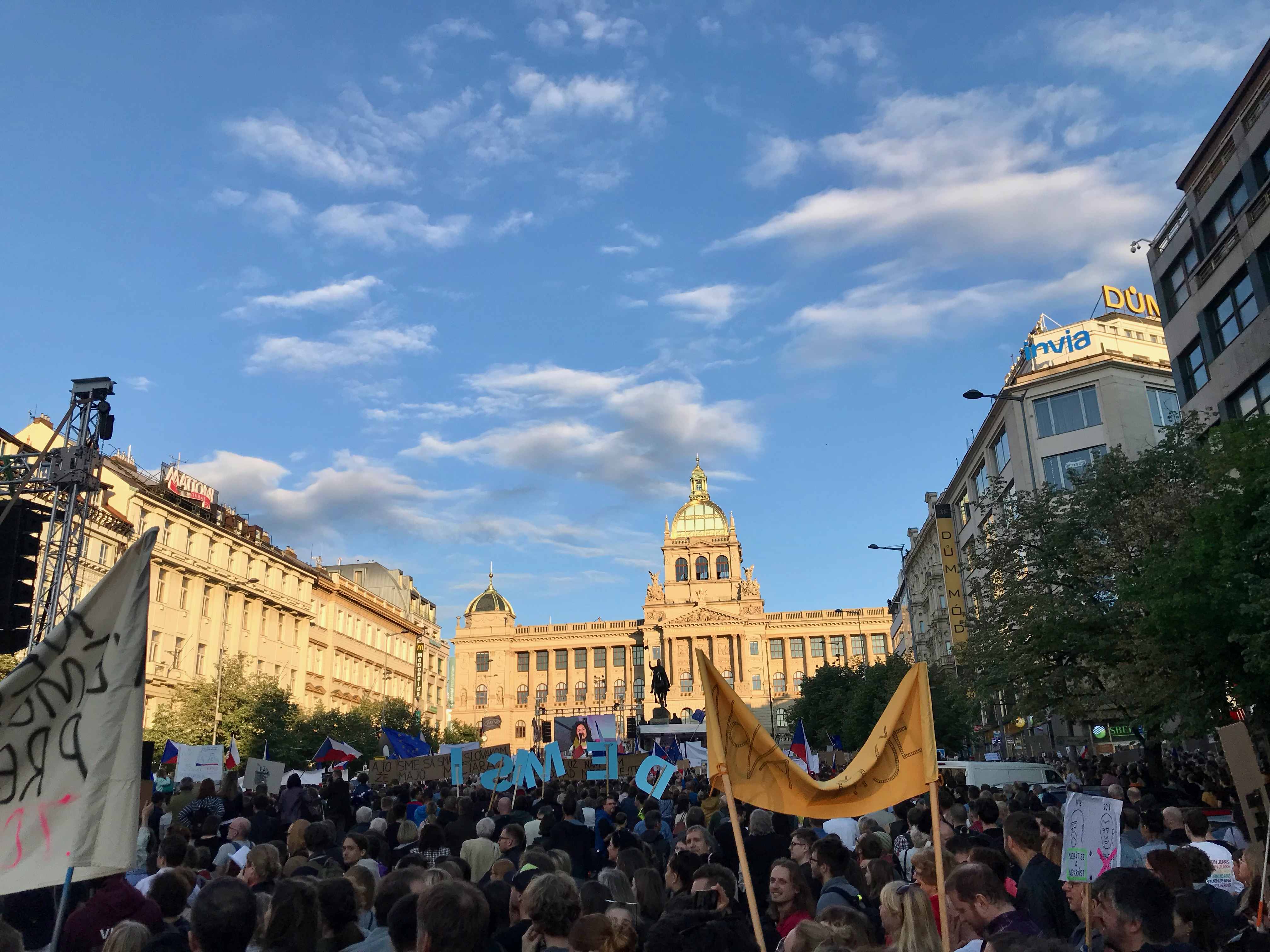
Demonstration am Wenzelsplatz 2019

Am Wenzelsplatz sprachen während einer Massenkundgebung am 24. November 1989 Václav Havel und Alexander Dubček und forderten die politische Umgestaltung des ganzen Landes. Der Aufruf erfolgte vom Balkon des Palác Hvězda, Sitz des Verlags Melantrich, Haus Nummer 793/36. Wenige Wochen später war die Samtene Revolution vollzogen und der Kommunismus in der Tschechoslowakei Geschichte.
Nach dem Tod von Havel im Dezember 2011 trauerten tausende von Menschen auf dem Wenzelsplatz.
Der Wenzelsplatz ist auch in der Gegenwart ein häufiger Schauplatz von Demonstrationen und Gedenkveranstaltungen.

## Sehenswürdigkeiten entlang des Boulevards

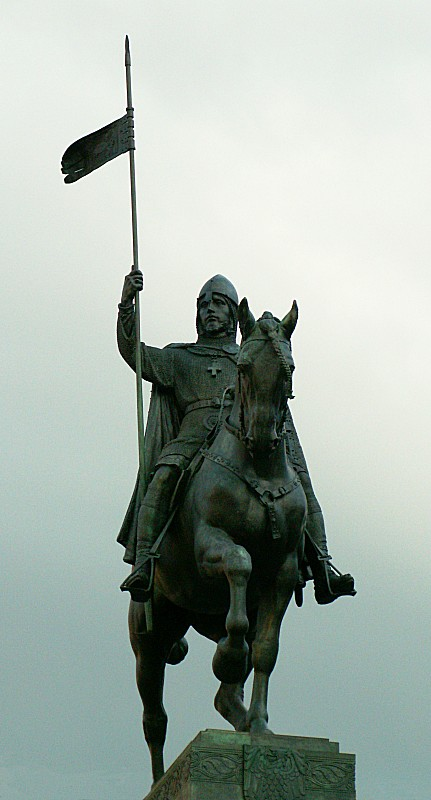
Reiterdenkmal des Hl. Wenzel

- 1912 schuf der tschechische Künstler Josef V. Myslbek das Wenzelsdenkmal (Pomník svatého Václava). Es zeigt den Heiligen Wenzel als Landespatron in Rüstung mit Harnisch und Lanze sowie zu seinen Füßen die vier Schutzheiligen Ludmilla und Prokop (vorn) und Anežka (Agnes) und Vojtěch (Adalbert) (hinten). Der ornamentale Schmuck des Denkmals stammt von Celda Klouček (1855–1935)[3], die architektonische Gestaltung von Alois Dryák.
Am Wenzelsdenkmal fanden in der Vergangenheit zahlreiche Demonstrationen statt, wenn es sich um die staatliche Unabhängigkeit handelte.
- Die oben im Detail genannten Bauten folgen den zu dieser Zeit aktuellen Baustilen wie Jugendstil, Konstruktivismus oder Neorenaissance. Teile früherer Häuser aus gotischer oder barocker Zeit wurden auch in die Neubauten integriert. Architekten, die ihre Entwürfe hier verwirklichten, waren u. a. Antonín Pfeifer, František Buldra, F. Weir und Richard Klenka, Ludvík Kysela oder Matěj Blecha. In den 1930ern wurden etliche Gebäude umgestaltet.[1]
- Nach der Schließung der komplett durch die Straße geführten Straßenbahnlinien am 13. Dezember 1980 wurden die nordöstlichen Mittelstreifen gärtnerisch gestaltet. Eine ausrangierte historische Straßenbahn steht etwa in der Mitte des Platzes und wird als Café (Cafe Tramvay) genutzt.

## Verkehr
An den beiden Enden des Wenzelsplatzes befinden sich zwei Umsteigestationen der Prager Metro, Muzeum (Linien A, C) und Můstek (Linien A, B). Außerdem queren sechs Straßenbahnlinien (derzeit Linien 3, 5, 6, 9, 14, 24, sowie nachts 91, 92, 94, 95, 96, 98) den Platz etwa auf halber Höhe. 2021 wurde eine neue Strecke geplant, die auf dem Wenzelsplatz abzweigt, südlich zum Museum und an diesem vorbei zur Kreuzung Vinohradská/Legerova führen soll, wo sie in eine andere bestehende Strecke mündet.
Das Fahren mit Kraftfahrzeugen ist auf der südlichen Hälfte gestattet, auf der nördlichen ist eine Fußgängerzone eingerichtet. Entlang des Nationalmuseums verläuft eine Einzugsstraße.